# محمد مهيب جبر
محمد مهيب جبر (28 أغسطس 1953 - 4 يوليو 2015) هو روائي وقاص وإعلامي فلسطيني المولد أردني الجنسية.وهو الشقيق الأصغر للكاتب والمسرحي الفلسطيني محمد كمال جبر. وزوج السيدة مديحة، الشقيقة الصغرى للرئيس الفلسطيني الراحل ياسر عرفات. تم تهجير عائلته من قرية كفرسابابعد تدميرها في نكبة عام 1948. ولد في نابلس، فلسطين، ودرس في لبنان، وأمضى معظم سنوات حياته مقيماً في دولةالإمارات العربية المتحدةمنذ عام 1976. وقد عمل فيها طوال هذه الفترة في مجال الصحافة والإعلام خاصة في جريدة الخليج التي بدأ العمل فيها مع إعادة إصدارها عام 1980.

## السيرة الشخصية
ولد محمد مهيب جبر في رفيديا- نابلس بتاريخ 28/8/1953. ودرس المرحلة الابتدائية في مدارس وكالة غوث وتشغيل اللاجئين الفلسطينيين (أونروا) في مخيم بلاطة شرق المدينة، ثم انتقل لدراسة المرحلة الثانوية في مدارس الصلاحية الثانوية، الملك طلال الثانوية، وكلية النجاح الوطنية التي تحولت بعد خمس سنوات من تخرجه منها إلى جامعة النجاح الوطنية عام 1977. وأثناء ذلك بدأ ممارسة العمل الاعلامي إلى جانب كتابات في القصة القصيرة والمسرح من خلال صحيفتي «الشعب» و«الفجر» اللتان كانتا تصدران من مدينة القدس، واشتهر بعمود يومي كان يرصد فيه ويحلل الواقع الاجتماعي الجديد الذي كان قد بدأ يتشكل في ظل الاحتلال الإسرائيلي للضفة الغربية عام 1967، وكان بعنوان «على المشرحة». وذلك بعد أن كان من أوائل من اصطدموا مع الاحتلال. وقد اعتقل عام 1968 بسبب مقاومته للاحتلال لمدة تسعة أشهر. 

في عام 1974 التحق الروائي والقاص محمد مهيب جبر بالجامعة اللبنانية في بيروت لدراسة الادب الإنجليزي، وواصل أثناء ذلك عمله الصحفي كباحث مختص في شؤون الأرض المحتلة من خلال المجلات التي كانت تصدرها التنظيمات الفلسطينية، وعدد من المجلات والصحف العربية التي كانت تصدر في بيروت، لكن الحرب الاهلية التي اندلعت في لبنان عام 1976 حالت دون اكماله الدراسة والعمل فيها. فانتقل منها إلى دبي/دولة الإمارات العربية المتحدة. 

وفي دولة الإمارات العربية المتحدة بدأ محمد مهيب جبر حياته العملية صحفياً في مجلة «غرفة تجارة وصناعة دبي»، وكاتباً في جريدة "الفجر" التي تصدر من أبوظبي، ثم عمل في جريدة «الوحدة» الصادرة من أبوظبي أيضا من مكتبها في إمارة الشارقة التي ظل مقيما فيها من عام 1978 وحتى الآن. 

وفي عام 1980 انضم محمد مهيب جبر للعمل في جريدة "الخليج" مع إعادة اصدارها بعد ان كانت توقفت قبل ذلك لمدة عشر سنين، وكان من المؤسسين في إعادة الإصدار. وإلى جانب ذلك عمل معداً ومقدماً لعدد من البرامج الاذاعية والتلفزيونية لاذاعة وتلفزيون دبي. 
 وانتخب امينا لسر فرع اتحاد الكتاب والأدباء الفلسطينيين في دولة الإمارات في اخر انتخابات عامة لمؤتمر الاتحاد العام الخامس الذي عقد في الجزائر عام 1987 تحت اسم «المؤتمر التوحيدي».

وفي عام 2000، أصدر أول صحيفة يومية عربية إلكترونية كانت تحرر على مدار الساعة على الإنترنت باسم «الجريدة»(www.aljareeda.com)

، لكن مشروعه هذا تعرض لضغوط كبيرة بعد النجاح الواسع الذي تحقق خلال فترة وجيزة، فاضطر لوقف اصدارها قبل ان تتمكن جهة أخرى من تسجيل اسم «الجريدة» باسمها على الإنترنت مستخدمة في البداية اسم وشعار «الجريدة» الأصل.

الصفحة الأولى من جريدة "الجريدة" الأصل عدد يوم 29/6/2001 (المصدر:أرشيف الانترنت)

## المؤلفات
من أعماله التي صدرت مطبوعة وعلى الإنترنت:
- رواية "6000 ميل"– عام 2013
- رواية 90-91 - عام 2012
- لعبة الحياة- رواية قصيرة
- انشباك - عام 2008
- اغتراب - عام 2009
- العمالقة النائمون - مسرحية مترجمة
- زوال الخطر - مسرحية مترجمة

تتوفر إصدارات إلكترونية لبعض هذه المؤلفات.

## الجوائز
- جائزة معرض الشارقة الدولي للكتاب لأفضل رواية عربية لعام 2013-عن رواية 6000 ميل [10]
- حصل على جائزة «غانم غباش» - اتحاد كتاب وأدباء الإمارات- للقصة القصيرة عام 2006 عن قصة: "ايميل" من مجموعة "انشباك"
- حصل على «جائزة الجمعية المصرية للبرمجيات» عام 1997 عن ابداعاته في مجال «تعريب الكمبيوتر» وبرامجه.

## دراسات ومقالات نقدية
- دراسة نقدية للأستاذ الدكتور عادل الأسطة[11]
- دراسة نقدية للدكتور عبدالقادر رابحي [12]
- دراسة نقدية للدكتور أحمد عبد المنعم العقيلي[13]
- مقال نقدي للأستاذ أحمد زكارنة [14]
- قراءة نقدية للكاتب جميل السلحوت[15]
- قراءة نقدية للروائي جمعة السمان[16]
- قراءة نقدية للأستاذ هيثم حسين[17]
- رؤية نقدية للأستاذ هيثم حسين[18]
- مقال نقدي للأستاذ محمد ولد سالم [19]

## وصلات داخلية
- صفحة خاصة عن رواية 6000 ميل
- صفحة خاصة عن رواية "90-91"